# Belaynesh Fikadu
Belaynesh Fikadu (auch Beylanesh Fekadu; * 28. März 1987) ist eine äthiopische Langstreckenläuferin.
2006 gewann sie die Cursa Bombers, den Great Ethiopian Run und den Silvesterlauf Trier. Im Jahr darauf siegte sie bei den Tilburg Ladies Run 10 K und beim Dam tot Damloop über 10 Meilen. 
Bei den Leichtathletik-Afrikameisterschaften 2008 wurde sie Vierte über 5000 m. 2009 wurde sie Zweite beim Tilburg Ladies Run 10 K und Vierte beim Dam tot Damloop.

## Persönliche Bestzeiten
- 3000 m: 8:52,04 min, 4. Juli 2007, Zagreb
- 5000 m: 14:44,26 min, 3. Juli 2009, Oslo
- 10-km-Straßenlauf: 31:23 min, 6. September 2009, Tilburg
- Marathon: 2:26:41 h, 20. Januar 2019, Houston